# Krémszínű likacsosgomba
A krémszínű likacsosgomba (Bjerkandera fumosa) a Meruliaceae családba tartozó, Eurázsiában és Észak-Amerikában honos, lombos fák elhalt törzsén élő, nem ehető gombafaj. 

## Megjelenése
A krémszínű likacsosgomba termőteste 3-15 cm széles, 2-10 cm-re nyúlik előre és 0,5-3 cm vastag, konzolos, legyező vagy kagyló alakú. Ritkán laposan elterül az aljzaton. Az egymás melletti termőtestek összenőhetnek. Színe fehéres, krémszínű, sárgás, középbarna, idősen szürkésbarnás; nem, vagy csak alig zónázott. Növekedésben levő széle világosabb, fehéres. Felülete csupasz.
Húsa szívós, vékony, krémszínű vagy halványbarnás. Íze és szaga nem jellegzetes vagy gombaszerű. 
Alsó termőrétege csöves szerkezetű. A pórusok kicsik (2-4 db/mm), színük világosszürkés vagy sárgásszürke, nyomásra, sérülésre barnán foltosodnak.
Spórapora fehér. Spórája rövid henger alakú, inamiloid, mérete 4-5,5 x 2,5-3,5 µm.

### Hasonló fajok
A sérülésre feketedő szenes likacsosgombával vagy az erősen zónázott lepketaplóval lehet összetéveszteni. 

## Elterjedése és termőhelye
Eurázsiában és Észak-Amerikában honos. Magyarországon ritka.
Lombos fák (főleg fűzön, nyáron, kőrislevelű juharon) elhalt törzsén él, azok anyagában fehérkorhadást okoz. A termőtest évelő, egész évben látszik. 

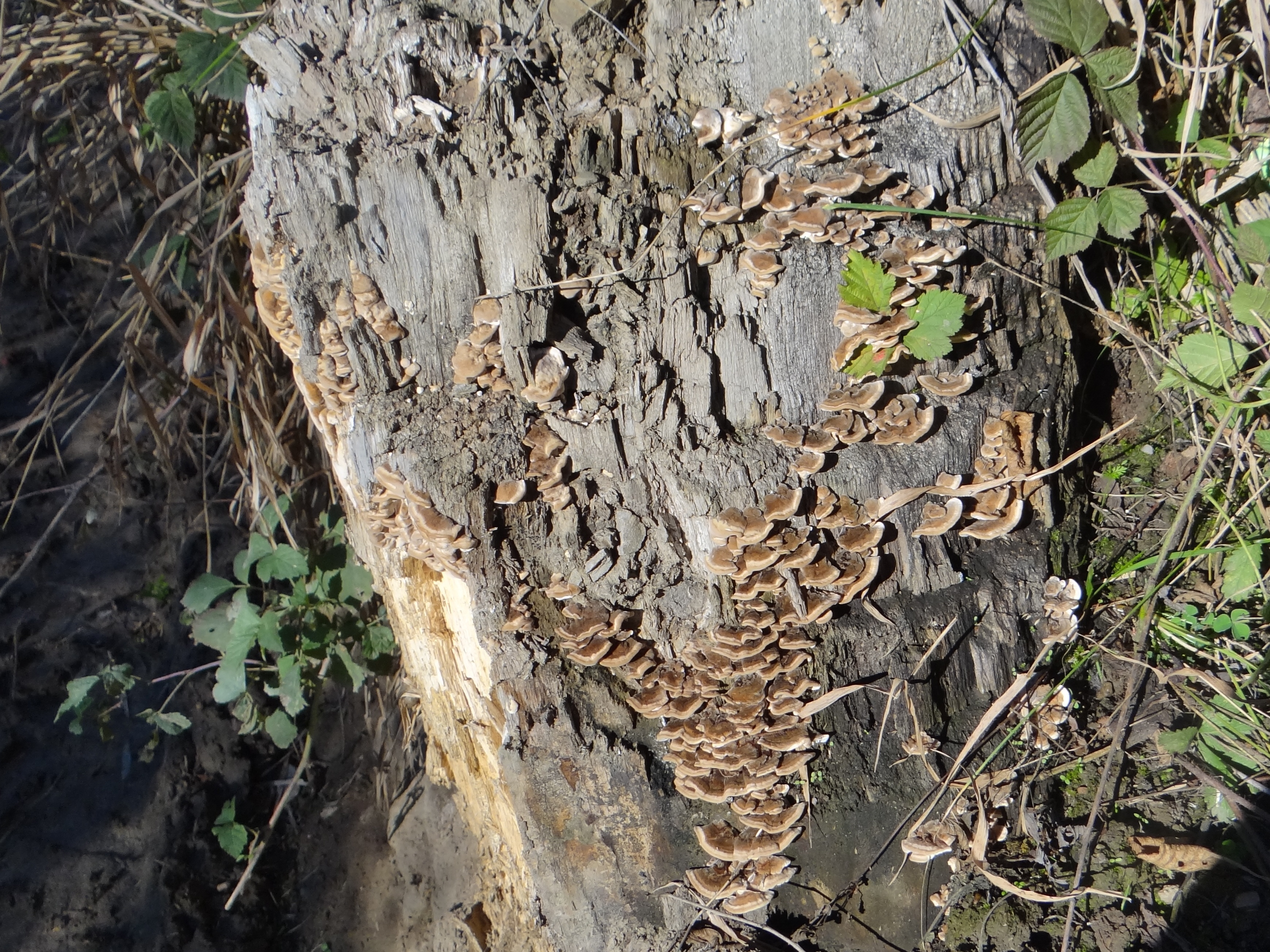
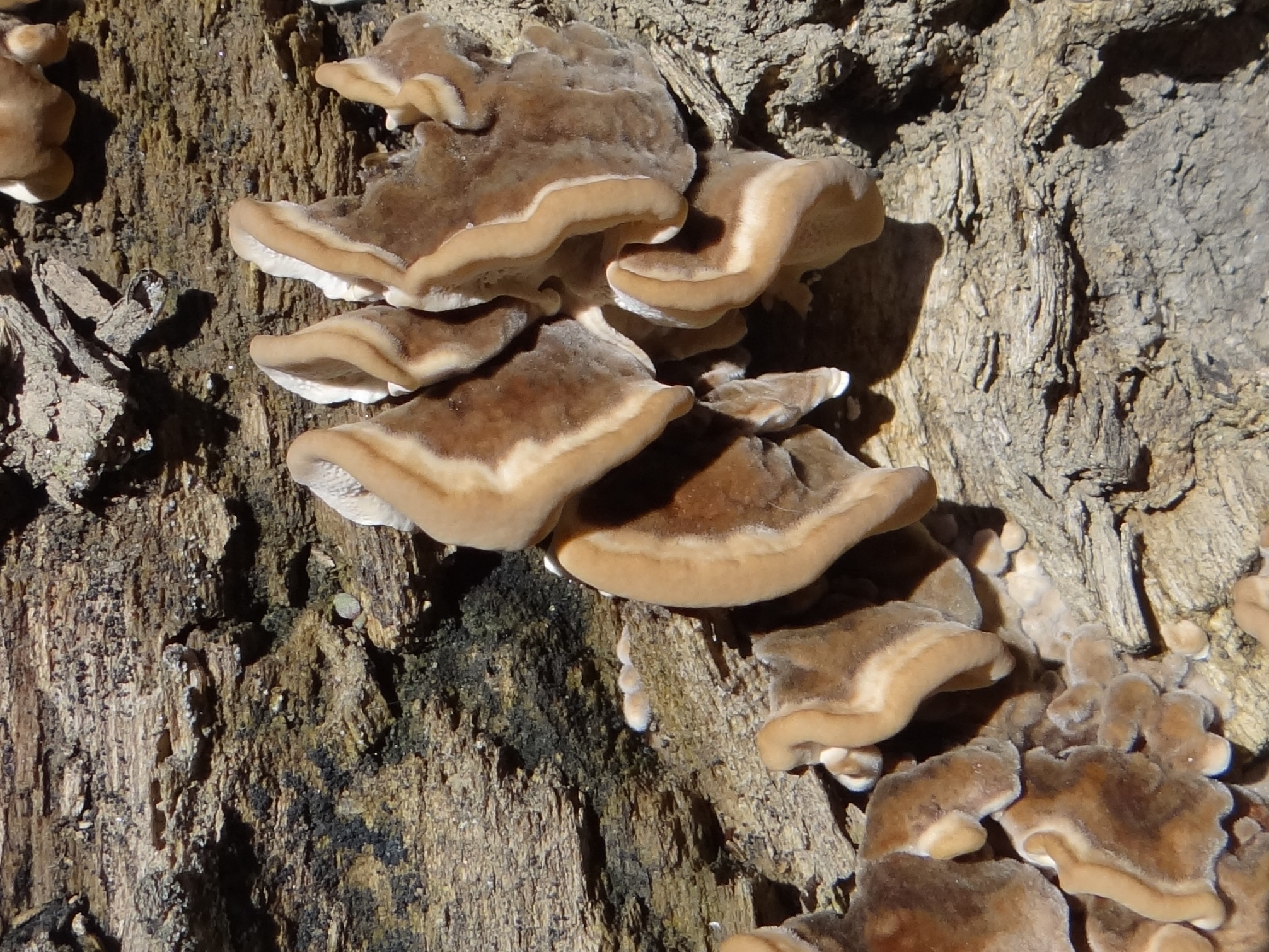
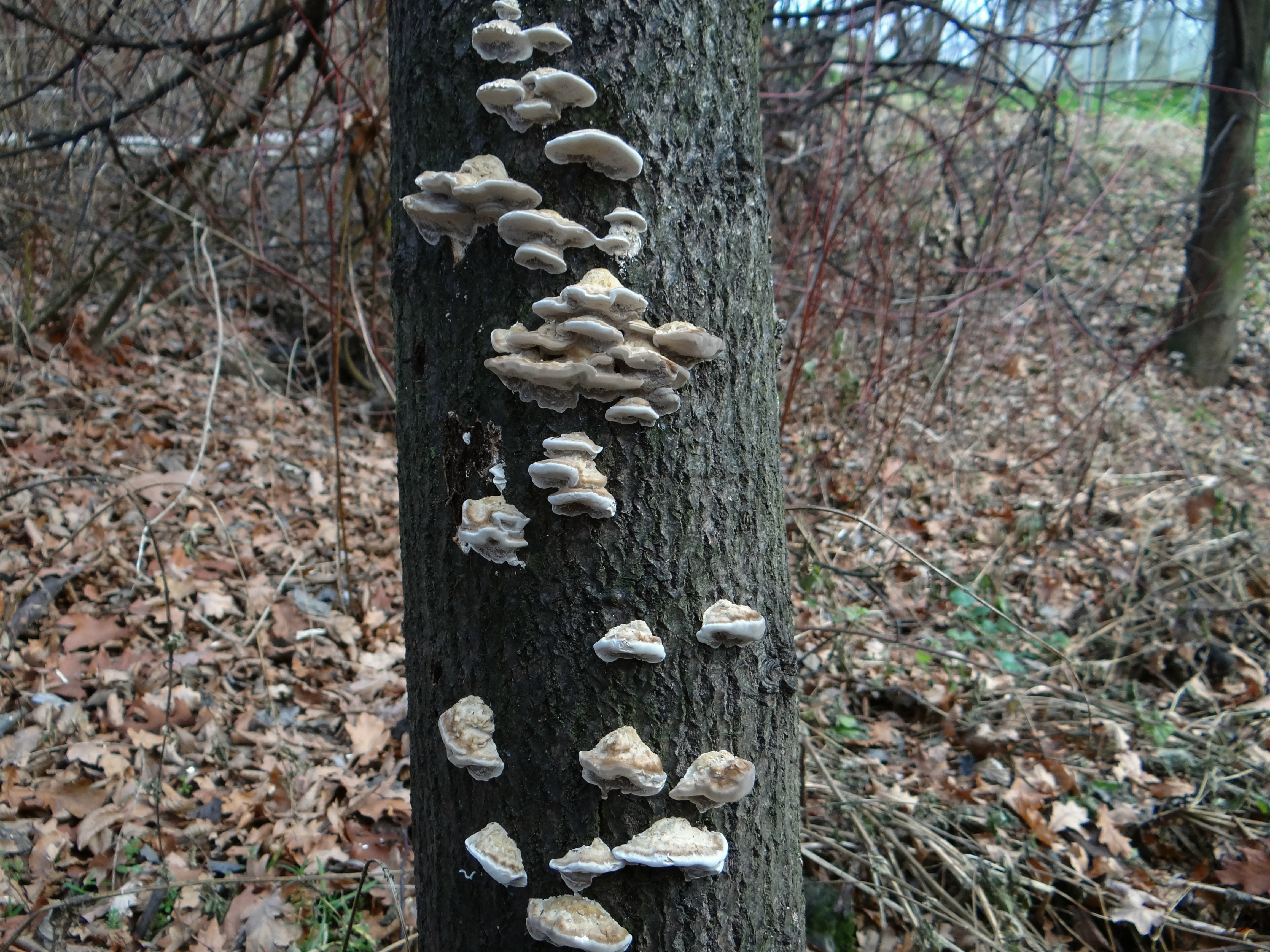
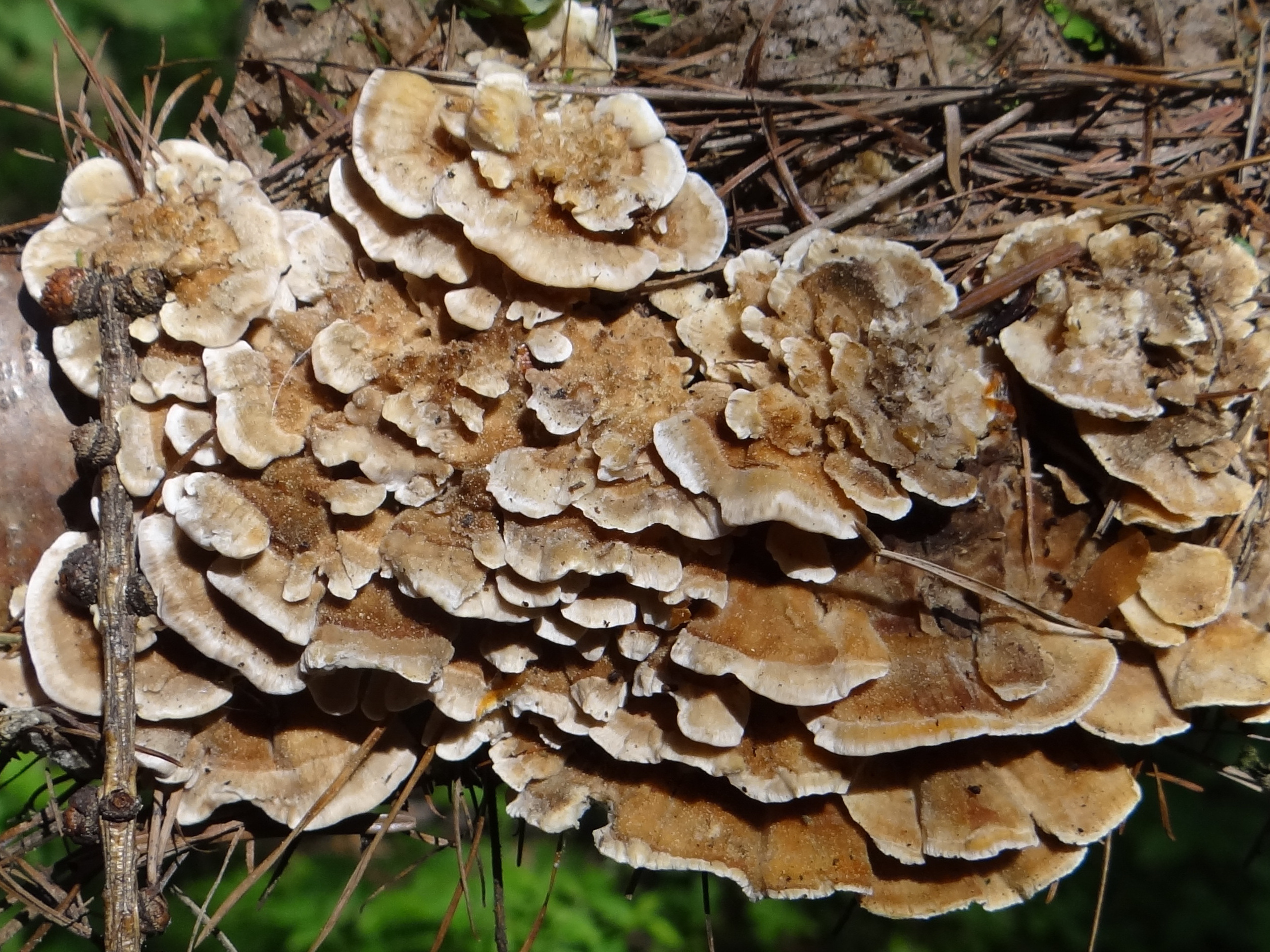
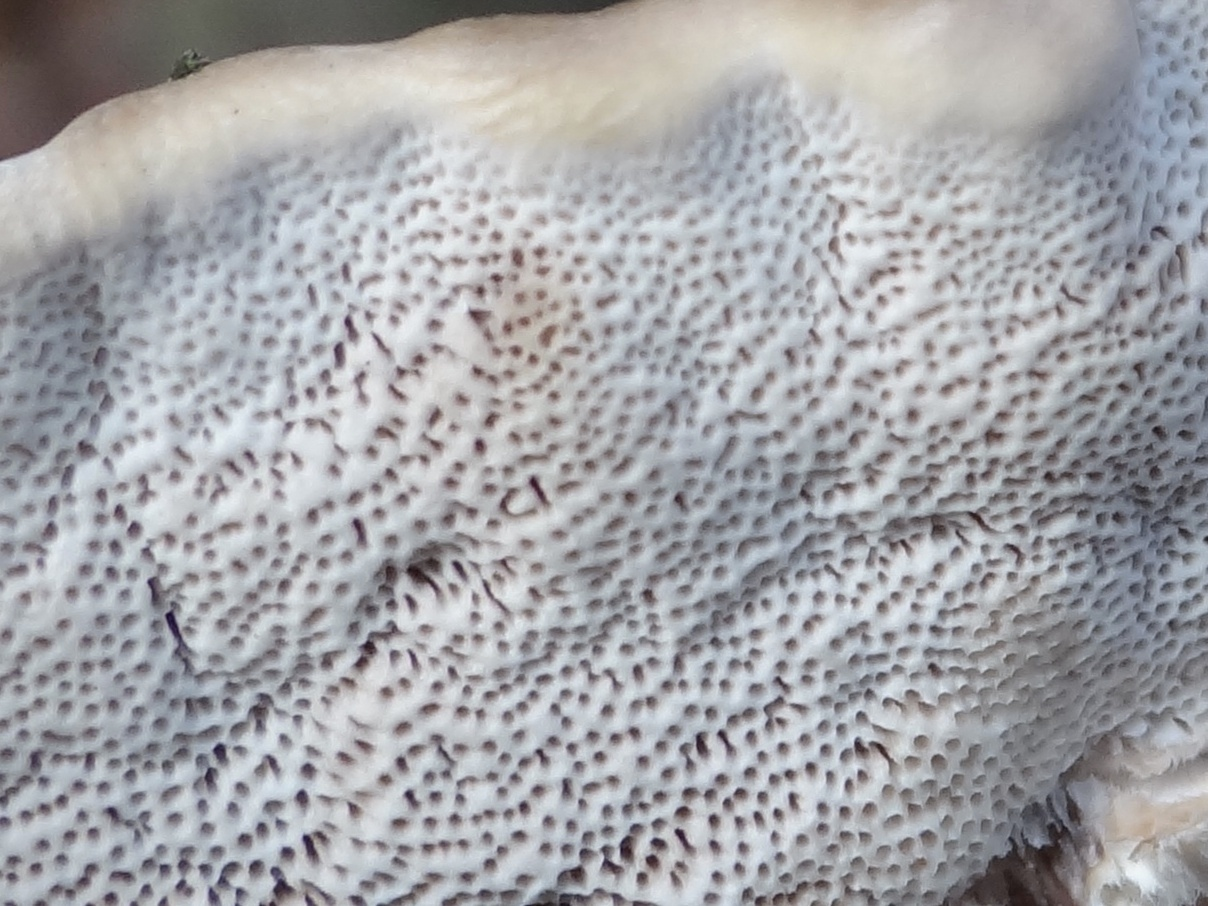

Nem ehető. 